# جواهر صديقوف
جافوخير سيديكوف (8 ديسمبر 1996 بأوزبكستان - ) هو لاعب كرة قدم أوزبكستاني في مركز الوسط. لعب مع FC Kokand 1912 ‏.

## روابط خارجية
- جواهر صديقوف على موقع قاعدة بيانات كرة القدم.إي يو (الإنجليزية)
- جواهر صديقوف على موقع ناشيونال فوتبول تيمز (الإنجليزية)
- جواهر صديقوف على موقع Soccerway.com (الإنجليزية)
- جواهر صديقوف على موقع عالم كرة القدم.نت (الإنجليزية)